# Szablyár Péter
Szablyár Péter (Budapest, 1948. július 13. – Budapest, 2013. december 9.), geológus, kohómérnök, barlangkutató, helytörténész.

## Élete
Középiskolai tanulmányait a Budapesti Szabó József Geológiai Technikumban végezte, 1964-ben érettségizett. Már általános iskolás korában érdekelni kezdték a barlangok. Az Aggteleki-karszt és a Baradla-barlang különösen vonzotta. A középiskola elvégzéséhez szükséges szakmai gyakorlatát Jósvafőn töltötte. 1962-ben lett tagja a Magyar Karszt- és Barlangkutató Társulatnak, melynek később több cikluson át elnökségi tagja, főtitkárhelyettese és 1994–1998 között főtitkára volt.
1974-ben a Miskolci Nehézipari Műszaki Egyetemen szerzett kohómérnök diplomát. Az alumíniumiparban helyezkedett el mint tervezőmérnök. Az ALUTERV-FKI (Fémipari Kutatóintézet)-nél dolgozott annak megszűnéséig (1996.) – később már mint osztályvezető, főosztályvezető, végül mint a Kohászati Fejlesztési Iroda vezetője. Többek közt az ország akkor legnagyobb kapacitású öntödéjének, az Ajkai Nagynyomású Alumíniumöntödének tervezését vezette.
Élete végéig nem szakadt el a kohászattól, ezt kohászati és hulladékgazdálkodással foglalkozó cikkei bizonyítják. 2000-ben a Magyar Fémhulladék Forgalmazók és Feldolgozók Szövetsége (FÉMSZÖVETSÉG) ügyvezető titkárává választotta, ezt a pozíciót haláláig betöltötte. A Szinlő Barlang és Vendégforgalmi Kft. egyik alapítója (1991.), majd az ebből kinőtt Szinlő Kft. tulajdonosa, ügyvezető igazgatója volt haláláig.
1994-ben Jósvafőn tájházat alapított, ahol a település lakóinak segítségével összegyűjtötte a falu történetének tárgyi emlékeit. Az évek múlásával Jósvafő második otthonává vált. Végrendeletében úgy rendelkezett, hogy itt temessék el.

## Munkássága
A középiskolai évek alatt bekapcsolódott az iskola barlangkutató csoportjának munkájába. 1965-ben feltárták a technikum névadójáról elkeresztelt Szabó József-barlangot. Az egyetem elvégzése után 1976-ban kapcsolódott be a Ferencvárosi Természetbarát Sportkör (FTSK) Barlangkutató Szakosztályának munkájába. Csoportjának kutatási területe az Ezüst-hegy – Kevélyek – Hosszúhegy barlangjai voltak. A terepi munka mellett elméleti kérdésekkel is foglalkozott. Kezdeményezésére indult el a Barlangbibliográfiai Figyelő melyet 1981–1990 között szerkesztett és kivitelezett. Ez idő alatt részt vett a Karszt és Barlang című szakfolyóirat szerkesztésében is. 1981-ben tagja volt a líbiai Bir al Ghanami gipszkarszt barlang feltárását, dokumentálását végző kutatócsoportnak. Az első líbiai-magyar kutatóexpedíció történetét egy máig kiadatlan könyvében dolgozta fel 2009-ben. 1987-ben a Magyar Karszt- és Barlangkutató Társulat Herman Ottó-éremmel tüntette ki. Kezdeményezője volt 1993-ban a Szemlő-hegyi-barlang feletti parkban található Barlangkutató Emlékkert létrehozásának.
1994-ben Jósvafőn, az 1890-ben épült úgynevezett Szakál-porta épületegyüttesében tájházat alapított, ahol a település lakói segítségével összegyűjtötte a falu történetének tárgyi emlékeit (2500 tétel). Ezzel egyúttal sikerült létrehoznia a helyi közösségi élet egy újfajta központját is. 1994-ben, a második Jósvafői falunapok rendezvénysorozatának keretében nyílt meg a tájház. Az egyik épületben a környék nagy barlangjait, ezek történetét bemutató kiállítás is helyet kapott. A tájház 2008-ban elnyerte az „Év múzeuma 2007” kitüntető címet. A tájház alapításától fogva helytörténeti kutatásokat is végzett, melyek egyik eredményeként 1993-tól szerkesztette és kiadta a Jósvafői Helytörténeti Füzetek c. periodikát. 2013-ig harminckilenc füzete jelent meg. 2002-ben megalakult jósvafői központtal, 67 tájház részvételével a Magyarországi Tájházak Szövetsége, szakmai-érdekképviseleti egyesülete, melynek alapítója és 2010-ig ügyvezető elnöke is volt. 2003-ban útjára indította a szövetség negyedévente megjelenő periodikáját, a Tájházi Hírlevelet, aminek 2011-ig felelős szerkesztője volt.
Nyomtatásban megjelent írásait saját maga a következőképpen csoportosította (zárójelben azok a folyóiratok, melyekben a legtöbb cikk megjelent): barlangokkal (Karszt és Barlang, TermészetBÚVÁR, Élet és Tudomány című folyóiratok), Jósvafővel (Jósvafői Hírmondó, Tájházi Hírlevél, Élet és Tudomány, Ház és Ember), alumíniumiparral-hulladékgazdálkodással (HUNGALU Híradó, Bányászati és Kohászati Lapok, A Mi Múzeumunk, Élet és Tudomány) és tájházakkal kapcsolatos, illetőleg várostörténeti írások (Élet és Tudomány, A Mi Múzeumunk, Tájházi Hírlevél illetőleg a Városháza Kiadónál megjelent könyvei).
Számtalan – köztük sok nagyszabású – tervét, elképzelését támogatás hiányában nem tudta megvalósítani.

### Könyvei
- Szablyár Péter – Borzsák Péter – Székely Kinga: Jósvafő – Település a világörökséggé nyilvánított barlangok kapujában. Aggteleki Nemzeti Park, Jósvafő, 1999.
- Szablyár Péter – Szmorad Ferenc (szerk.): Jósvafő – Település a források és barlangok völgyében. Jósvafő község Önkormányzatának Képviselőtestülete, Jósvafő, 2000.
- N. Kósa Judit – Szablyár Péter: Föld alatti Buda. Városháza Kiadó („A mi Budapestünk” sorozat), Budapest, 2002. és 2007.
- N. Kósa Judit – Szablyár Péter: Föld alatti Pest. Városháza Kiadó („A mi Budapestünk” sorozat), Budapest, 2002. és 2007.
- Föld alatti Magyarország. Panoráma, Budapest, 2004.
- Toronymagasan. Városháza Kiadó („A mi Budapestünk” sorozat), Budapest, 2007.
- Fokról fokra. Városháza Kiadó („A mi Budapestünk” sorozat), Budapest, 2010.
- Ház és ember (szerk.: Cseri Miklós – Bereczki Ibolya). A Szabadtéri Néprajzi Múzeum Évkönyve 24. rész, Szentendre, 2012.
- Bereczki Ibolya – Szablyár Péter (szerk.): Tájház vezetési ismeretek. Magyarországi Tájházak Szövetsége, 2012.
- Eltűnő budai hegyek. Medicina Könyvkiadó, Budapest, 2013.

### Kéziratai
- Barlangok nyomában Tripolitániában. Az első líbiai-magyar barlangkutató expedíció története. Kézirat, 2009.

## További információ
- Boldogság fent és lent. Arcok. (http://nol.hu/archivum/archiv-497537-296419)